# Nora (Cerdeña)
Nora es una de las ciudades históricas más importantes de Cerdeña (Italia). Sus restos se hallan en el cabo de Pula, a unos 32 km de Cagliari, la capital de Cerdeña.

## Historia
Según la leyenda, Nora fue fundada por un grupo procedente de Tartessos encabezados por Nórax, un héroe mitológico hijo de Eritea y el dios Hermes.
Se cree que es la primera ciudad fundada en Cerdeña y en tener asentamientos de los sherden o los nuragas. Los fenicios colonizaron la zona en el siglo VIII a. C. En el siglo VI a. C. pasó a ser cartaginesa, siendo la población más grande de la isla. Continuó su importancia con la ocupación de los romanos en el 238 a. C. Nora llegó a ser la capital de la provincia romana de Sardinia.
Hoy en día, gran parte de ella aparece sumergida bajo las aguas. Entre sus ruinas púnicas podemos encontrar el Templo de Tanit, diosa de la fertilidad.
Los vestigios romanos son mayoría: mosaicos, villas nobiliarias, las ruinas de las termas y los templos. El pequeño teatro que se conserva sirve aún para representaciones.

## Galería de imágenes

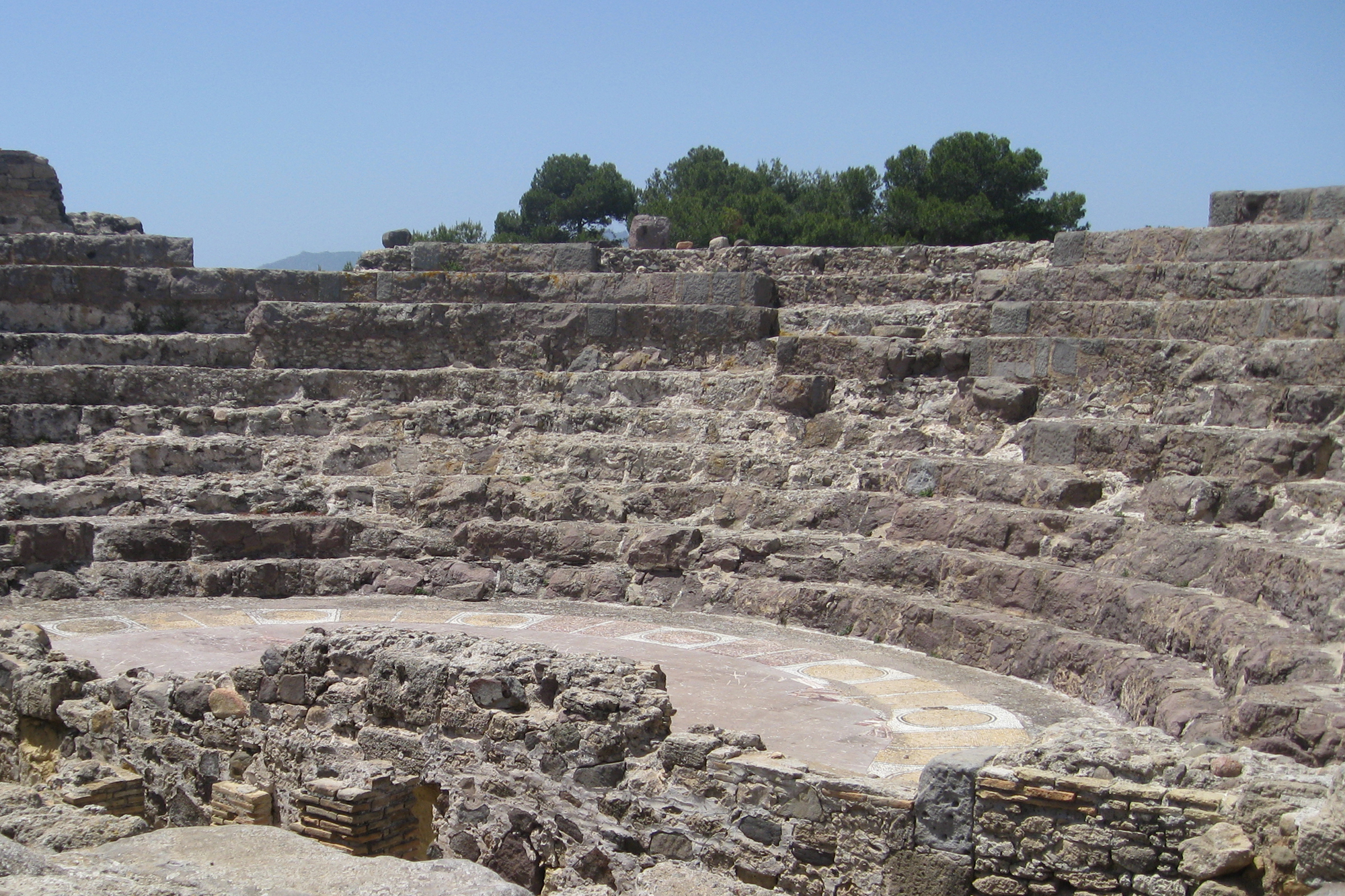
El teatro de Nora
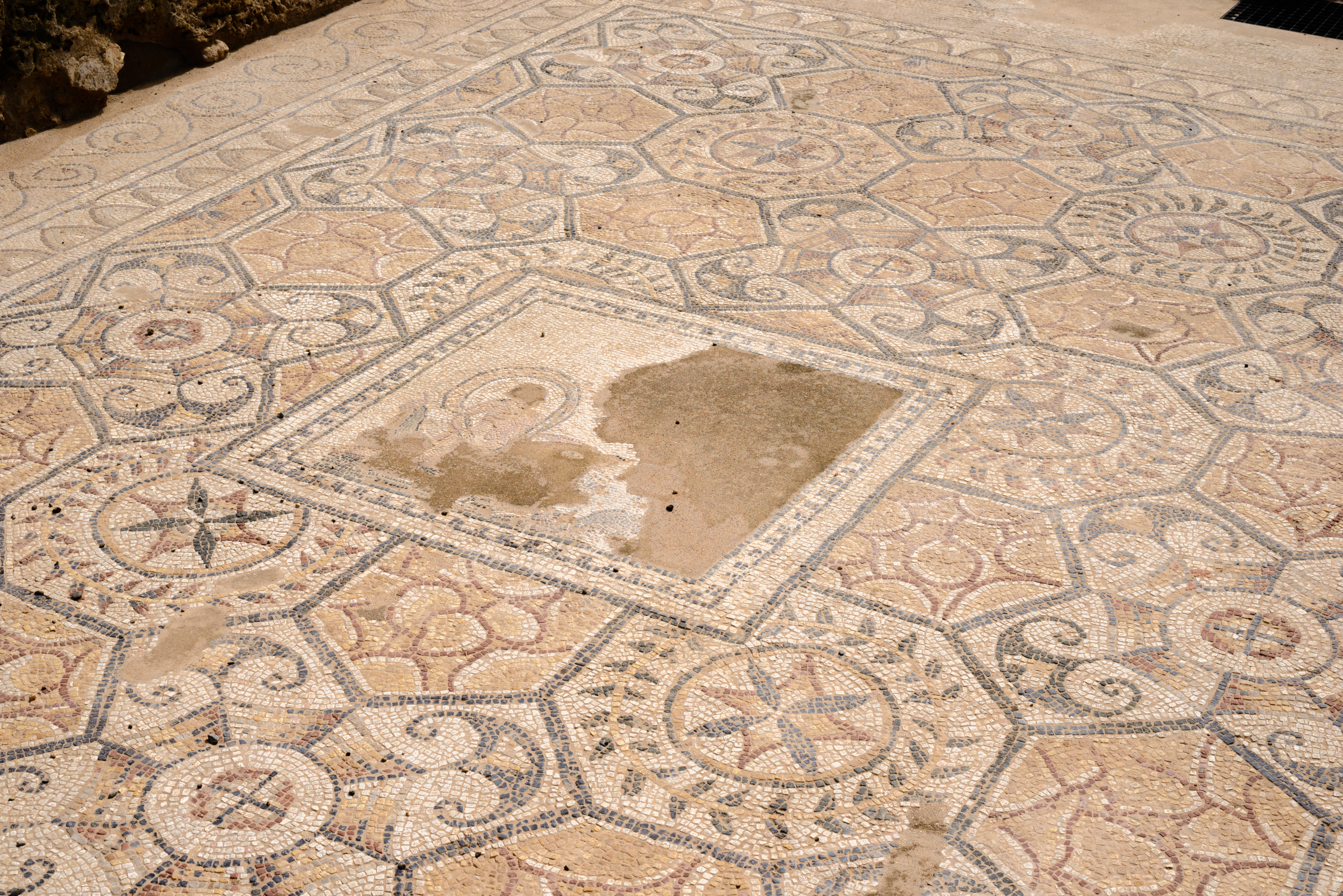
Un mosaico
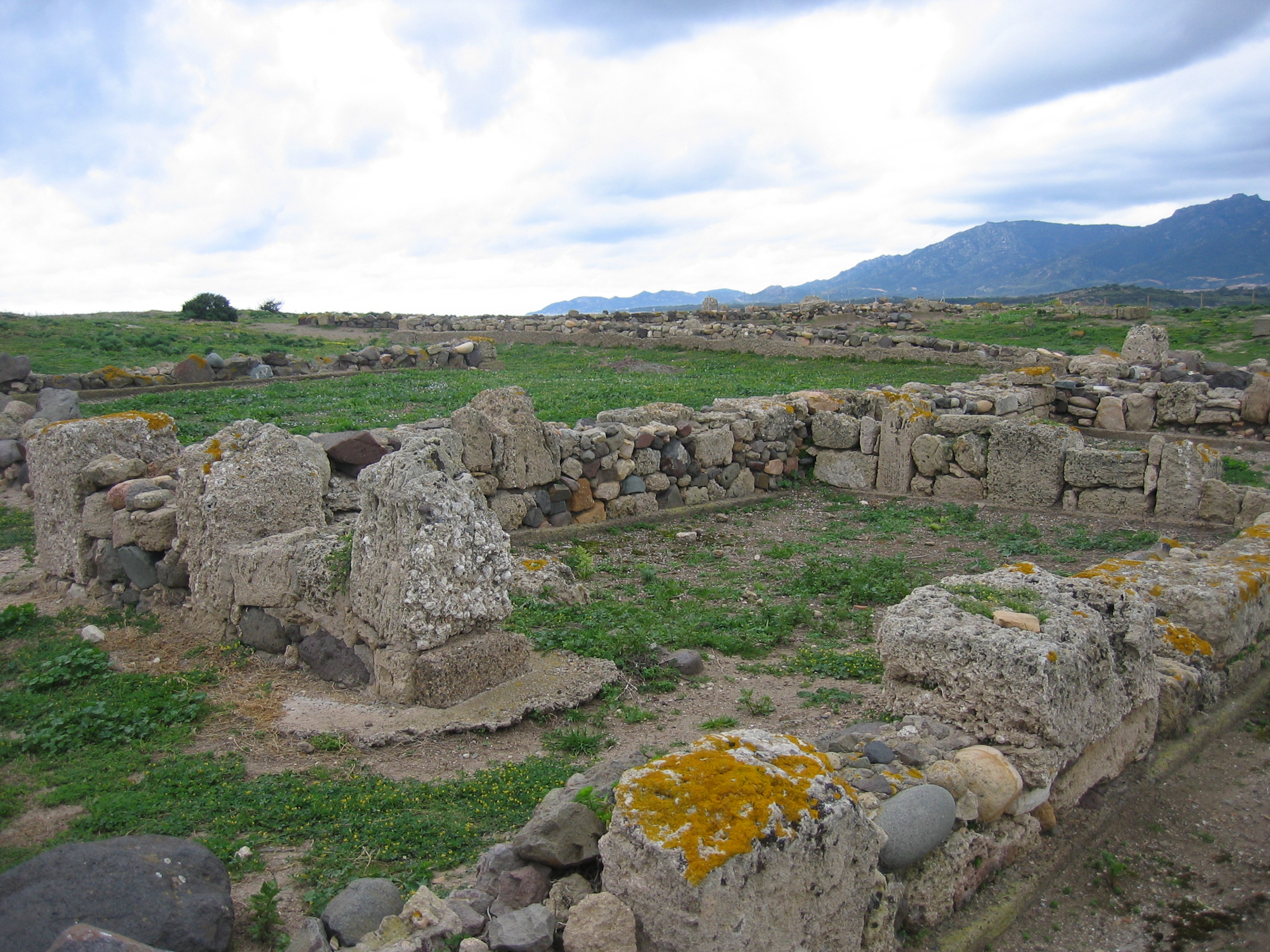
El tempio de Esculapio.
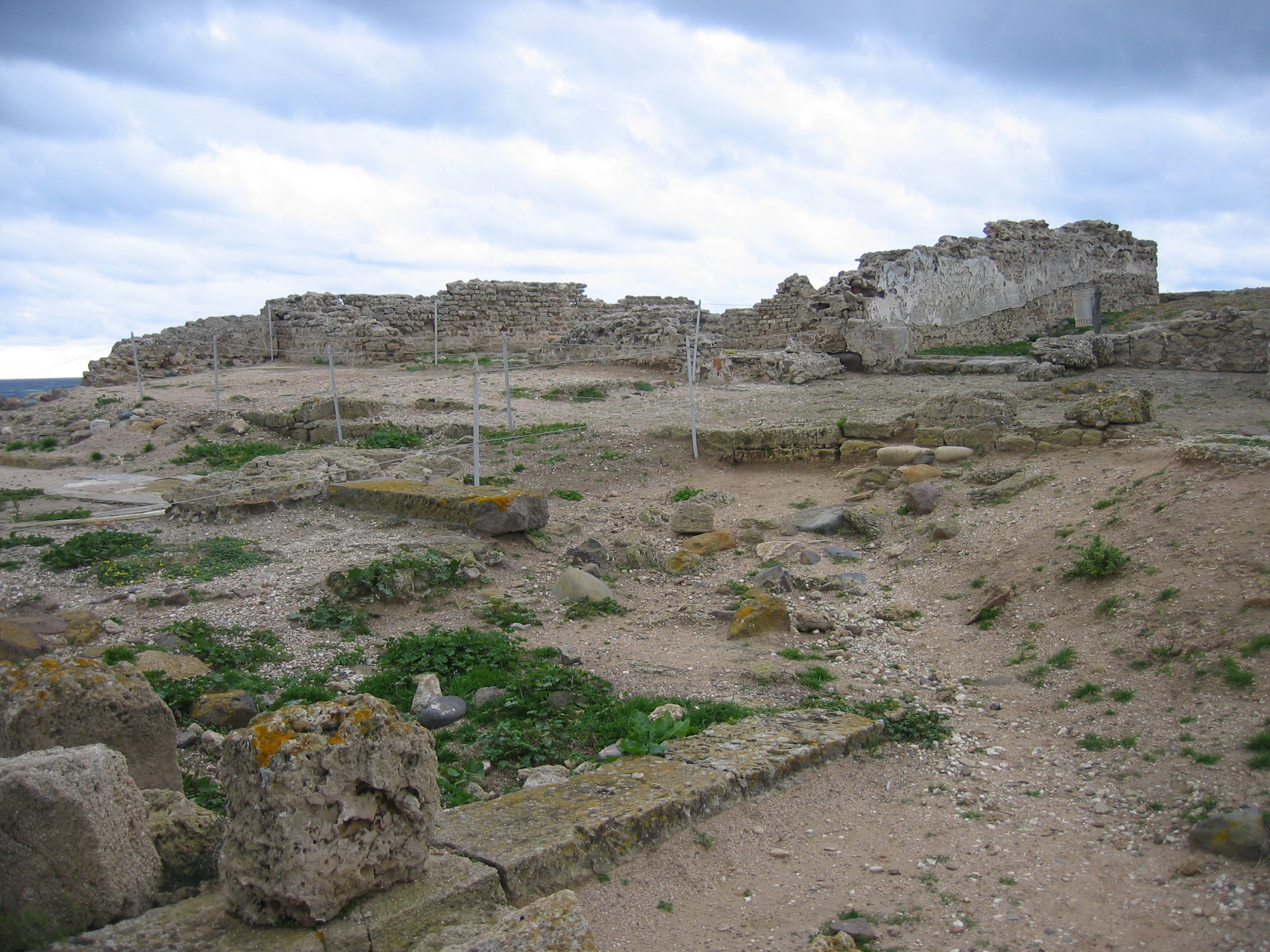
El lugar de culto dedicado a Eshmún se encuentra debajo del templo romano
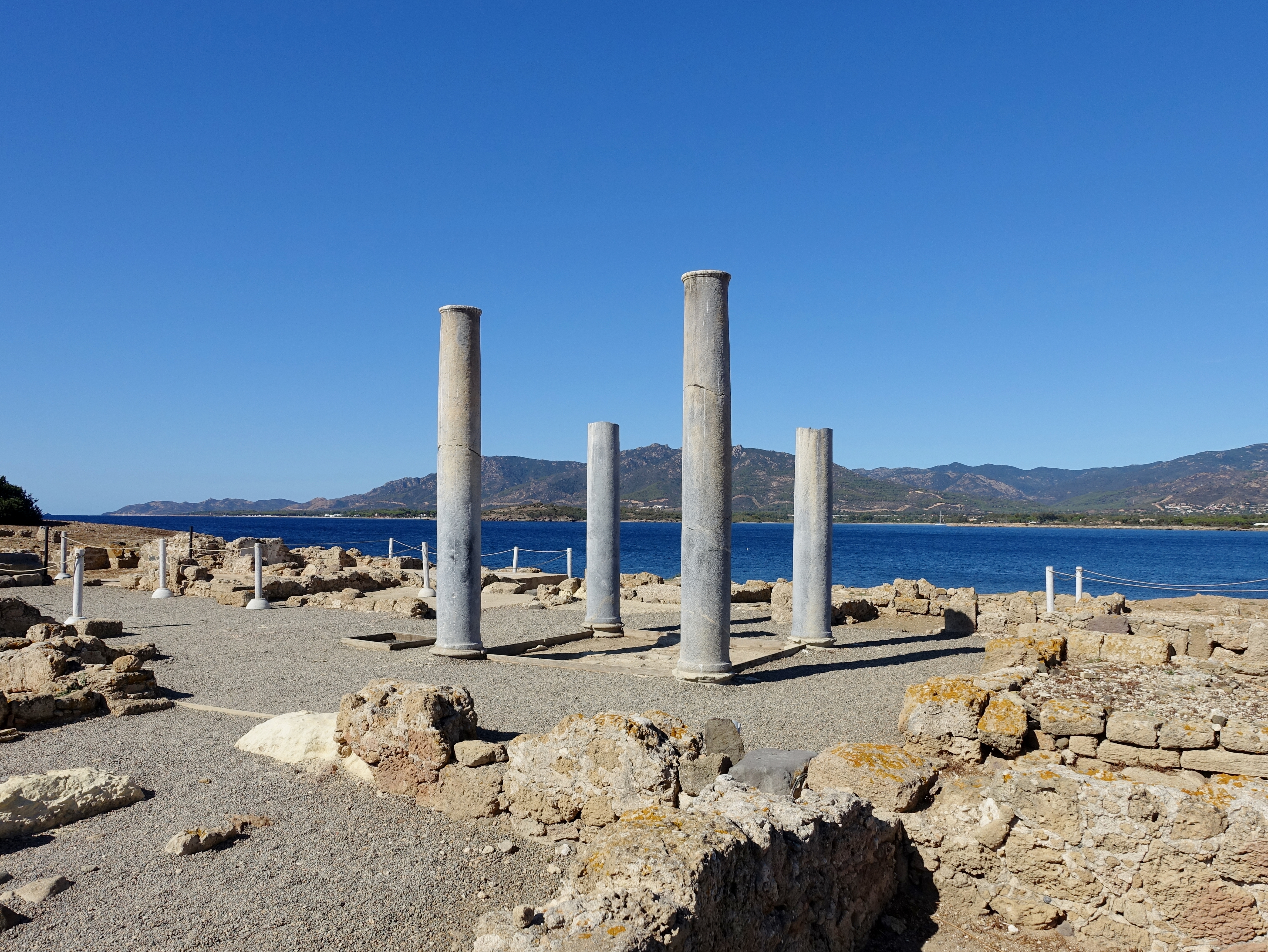
Columnas
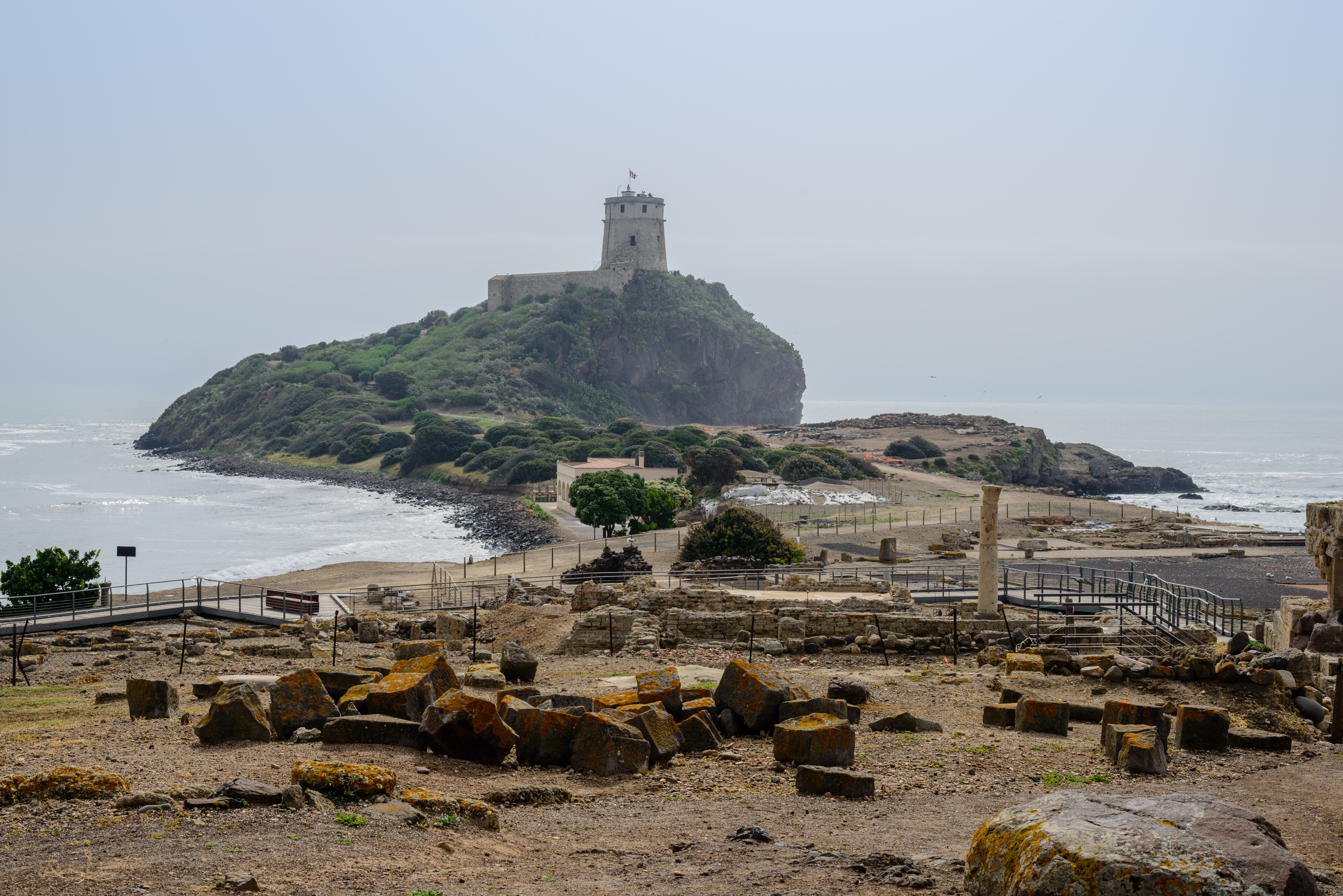
Vista de la torre del Coltellazzo desde el yacimiento